# Juan Ignacio Figueroa
Juan Ignacio Figueroa Araya (Talcahuano, Región del Biobío, Chile, 26 de septiembre de 2003) es un futbolista profesional chileno. Juega de delantero y su equipo actual es Huachipato de la Primera de Chile.

## Trayectoria

### Inicios
Realizaría su formación como futbolista en las inferiores de Huachipato, destacando por su velocidad, se coronaría campeón del Campeonato de Proyección del año 2022, anotando uno de los dos tantos que le dieron el triunfo al elenco acerero por sobre la Universidad de Chile Sub-20, clasificando además a la Copa Libertadores Sub-20 del 2023.

### Huachipato
Sus actuaciones en la cantera acerera y en la Copa Libertadores Sub-20 llevarían a que Figueroa fuese considerado por el primer equipo, debutando el 2023 en encuentros válidos por la Copa Chile.

## Estadísticas
| Club                | Div.                | Temporada           | Liga  | Liga  | Copas nacionales | Copas nacionales | Torneos internacionales | Torneos internacionales | Total | Total |
| Club                | Div.                | Temporada           | Part. | Goles | Part.            | Goles            | Part.                   | Goles                   | Part. | Goles |
| ------------------- | ------------------- | ------------------- | ----- | ----- | ---------------- | ---------------- | ----------------------- | ----------------------- | ----- | ----- |
| Huachipato · Chile  | 1.ª                 | 2023                | 0     | 0     | 2                | 0                | —                       | —                       | 2     | 0     |
| Huachipato · Chile  | Total club          | Total club          | 0     | 0     | 2                | 0                | 0                       | 0                       | 2     | 0     |
| La Serena · Chile   | 2.ª                 | 2024                | 29    | 1     | 1                | 0                | —                       | —                       | 24    | 0     |
| La Serena · Chile   | Total club          | Total club          | 29    | 1     | 1                | 0                | 0                       | 0                       | 24    | 0     |
| Total en su carrera | Total en su carrera | Total en su carrera | 29    | 0     | 3                | 0                | 0                       | 0                       | 26    | 0     |
| 1. 2.               |                     |                     |       |       |                  |                  |                         |                         |       |       |

## Palmarés
| Título           | Club       | País  | Año  |
| ---------------- | ---------- | ----- | ---- |
| Primera División | Huachipato | Chile | 2023 |
| Primera B        | La Serena  | Chile | 2024 |